# حصن شداد

تعديل مصدري - تعديل

حصن شداد هي إحدى قرى عزلة زنجبار بمديرية زنجبار التابعة لمحافظة أبين، بلغ تعداد سكانها 1226 نسمة حسب تعداد اليمن لعام 2004.